# 1926 год в СССР

## Январь
- 4 января — в составе РСФСР образован Дальневосточный край
- 17—18 января  — Первый съезд исследователей белорусской археологии в Минске

## Февраль
- 1 февраля — Образование Киргизской Автономной Советской Социалистической Республики.
- 5 февраля 
  - вооружённое нападение на советских дипломатических курьеров Т. И. Нетте (убит) и И. А. Махмасталя (ранен) на территории Латвии.

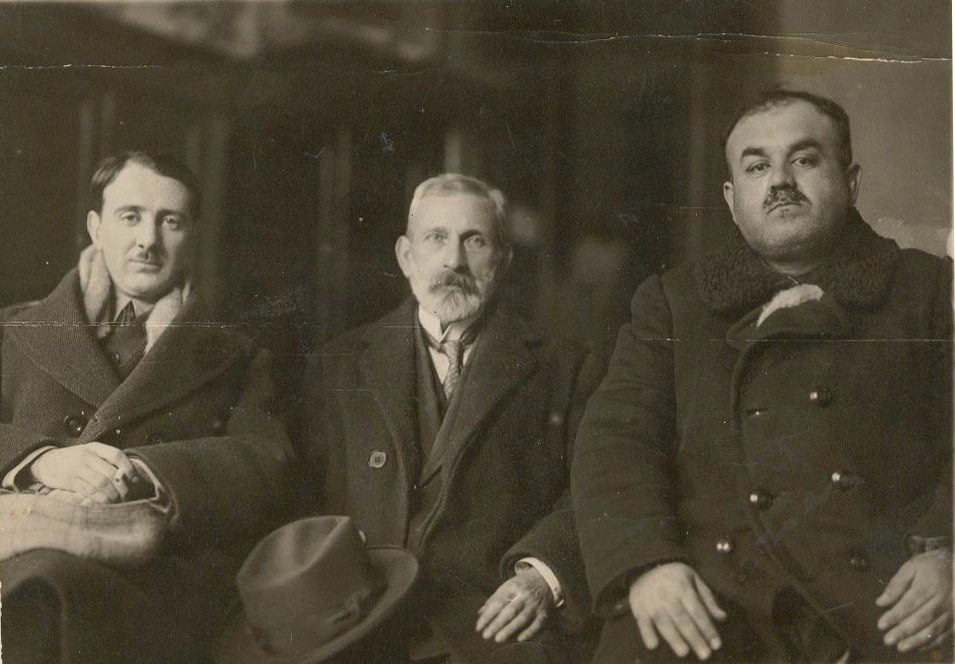
Мехмет Фуат Кёпрюлю-3аде, Али-бек Гусейнзаде и Салман Мумтаз на Первом тюркологическом съезде

- - крушение на Ленинградском вокзале (Москва). Из-за неисправности тормозов, скорый поезд № 1С не сумел затормозить на подходе к вокзалу, в результате чего паровоз на скорости выбил путевой упор и врезался в деревянное перекрытие платформы. Разбиты пассажирский и багажный вагоны, погибло 5 и ранено 22 человека
- 12 февраля — город Новониколаевск переименован в Новосибирск.
- 26 февраля-5 марта — В Баку прошёл Первый Всесоюзный тюркологический съезд

## Март
- 15 марта — Скончался советский писатель и революционер Дмитрий Андреевич Фурманов
- 28 марта — крушение пассажирского поезда № 88, шедшего из Коврова, на Нижегородском вокзале. Поезд на полном ходу врезался в тупик. Были повреждены 5 вагонов, повреждены складские помещения. Тяжело ранен 21 пассажир, легко 23 пассажира, машинист и помощник машиниста. 1 пассажир погиб

## Апрель
- 4-11 апреля — В Париже в отеле «Мажестик» прошёл съезд русской эмиграции
- 16 апреля — у станции Синельниково потерпел крушение почтовый поезд № 3 Ростов-Киев. Был убит багажный кондуктор, пострадало 8 человек из поездного персонала
- 23 апреля — подписан Берлинский договор между СССР и Германией, который подтверждал взаимные обязательства, установленные Рапалльским договором 1922 года.
- Апрель — После сближения Л.Каменева и Зиновьева с Троцким возникает «объединённая оппозиция», требующая первоочередного развития тяжёлой промышленности, ведения борьбы с кулачеством, предоставления помощи революционному движению в других странах.

## Май
- 4 мая — Великобритания обвиняет СССР в поддержке британских профсоюзов, объявивших всеобщую забастовку.

## Июль

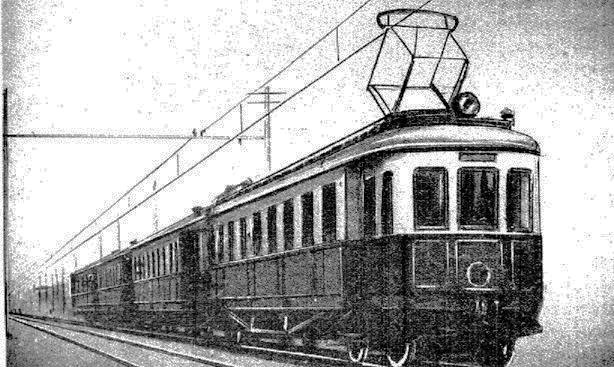
Электропоезд Баку — Сабунчи — Сураханинской железной дороги

- 6 июля — на пригородном участке Баку — Сабунчи — Сураханы, протяжённостью 19 км, введена электрическая тяга (постоянный ток, напряжением 1200 В), что положило начало электрификации советских железных дорог
- 20 июля — Умер 1-й председатель ВЧК СССР Феликс Дзержинский
- 23 июля 
  - завершился, открывшийся 14 июля, пленум ЦК ВКП(б). Пленум вывел Г. Е. Зиновьева из состава Политбюро ЦК ВКП(б) и избрал в состав Политбюро Я. Э. Рудзутака
  - Умер великий российский художник Виктор Михайлович Васнецов, автор картины Богатыри
- 25 мая — В Париже анархистом Самуилом Шварцбурдом был убит представитель украинской эмиграции  Симон Петлюра
- 31 июля — Афганистан и СССР подписывают Пакт о ненападении.

## Август
- 29 августа — В Морском канале Ленинграда затонул пароход Буревестник. 65 человек погибло

## Сентябрь
- 28 сентября — подписан договор о ненападении между СССР и Литвой

## Октябрь
- 5 октября — премьера пьесы Михаила Булгакова «Дни Турбиных» во МХАТе, режиссёр Илья Судаков.
- 11 октября — наезд рабочего поезда Чупа — Чупа-Пристань Мурманской железной дороги на путевой вагончик. пострадало 3 человека
- 16 октября — «Объединённая оппозиция» выступает с самокритикой и признаёт неправильность своей «раскольнической деятельности».
- 18 октября — В газете «Нью-Йорк тайме» опубликовано «завещание» Ленина. Сталин обвиняет Троцкого в «двурушничестве».
- 19 октября — После победы Сталина во внутрипартийной борьбе Троцкий и Зиновьев выведены из Политбюро РКП(б).
- 23 октября — объединённый пленум ЦК и ЦКК ВКП(б) вывел Л. Д. Троцкого из состава Политбюро ЦК ВКП(б) и освободил Л. Б. Каменева от обязанностей кандидата в члены Политбюро ЦК ВКП(б)
- 22 октября — Крупное землетрясение в Армении

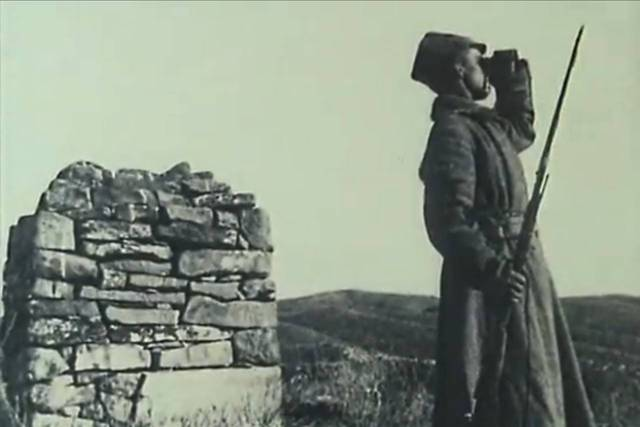
Пограничник Красной Армии в Туркестане

## Ноябрь
- 3 ноября — объединённый пленум ЦК и ЦКК ВКП(б) освободил Г. К. Орджоникидзе от обязанностей кандидата в члены Политбюро ЦК ВКП(б)
- 7 ноября — в Ленинграде у Финляндского вокзала открыт памятник В. И. Ленину, сооружённый по проекту скульптора С. А. Евсеева и архитекторов В. А. Щуко и В. Г. Гельфрейха и ставший первым завершённым памятником В. И. Ленину в городе.
- 19 ноября — принят второй Кодекс законов о браке и семье РСФСР
- 21 ноября — в Витебске открыт Второй Белорусский Государственный театр (БГТ-2).

## Декабрь
- 17 декабря — В СССР проводится первая перепись населения СССР, которое составляет 147 млн человек. Сельское население составляет 82%, городское — 18%[1].
- 19 декабря — пуск Волховской ГЭС имени В. И. Ленина.

## Без даты
- Начало издания Большой советской энциклопедии

## Родились
- 10 марта — Александр Зацепин, советский и российский композитор и актёр[2]
- 2 сентября — Евгений Леонов, советский и российский актёр театра и кино[3]
- 9 октября — Евгений Евстигнеев, советский и русский актёр театра и кино[4][5]